# Denis Morel-Cornet
Pour les articles homonymes, voir Morel et Cornet.
Denis Morel-Cornet est un homme politique français né le 18 août 1793 à Jumel (Somme) et décédé le 7 juin 1874 à Amiens (Somme).
Négociant à Amiens, il est conseiller municipal en 1831 et adjoint au maire en 1837. Juge au tribunal de commerce en 1836, il est président de ce tribunal de 1842 à 1849 et membre de la chambre de commerce en 1842. Il est député de la Somme de 1848 à 1851, siégeant à droite.

## Sources
- « Denis Morel-Cornet », dans Adolphe Robert et Gaston Cougny, Dictionnaire des parlementaires français, Edgar Bourloton, 1889-1891 [détail de l’édition]